# Tennessee Titans 2007
La stagione 2007 dei Tennessee Titans è stata la 38ª della franchigia nella National Football League, la 48ª complessiva La squadra migliorò il record di 8–8 della stagione precedente, vincendo 10 gare e qualificandosi per i playoff per la volta dal 2003. Nel primo turno fu subito eliminata dai San Diego Chargers, in una gara in cui Vince Young fu il quarterback più giovane della storia della franchigia a partire come titolare nella post-season.

## Calendario
| Stagione regolare |                         |                    |                                |                    |
| Turno             | Avversario              | Risultato          | Stadio                         | Record             |
| 1                 | at Jacksonville Jaguars | V 13–10            | Jacksonville Municipal Stadium | 1–0                |
| 2                 | Indianapolis Colts      | S 20–22            | LP Field                       | 1–1                |
| 3                 | at New Orleans Saints   | V 31–14            | Louisiana Superdome            | 2–1                |
| 4                 | Settimana di pausa      | Settimana di pausa | Settimana di pausa             | Settimana di pausa |
| 5                 | Atlanta Falcons         | V 20–13            | LP Field                       | 3–1                |
| 6                 | at Tampa Bay Buccaneers | S 10–13            | Raymond James Stadium          | 3–2                |
| 7                 | at Houston Texans       | V 38–36            | Reliant Stadium                | 4–2                |
| 8                 | Oakland Raiders         | V 13–9             | LP Field                       | 5–2                |
| 9                 | Carolina Panthers       | V 20–7             | LP Field                       | 6–2                |
| 10                | Jacksonville Jaguars    | S 13–28            | LP Field                       | 6–3                |
| 11                | at Denver Broncos       | S 20–34            | INVESCO Field at Mile High     | 6–4                |
| 12                | at Cincinnati Bengals   | S 6–35             | Paul Brown Stadium             | 6–5                |
| 13                | Houston Texans          | V 28–20            | LP Field                       | 7–5                |
| 14                | San Diego Chargers      | S 17–23            | LP Field                       | 7–6                |
| 15                | at Kansas City Chiefs   | V 26–17            | Arrowhead Stadium              | 8–6                |
| 16                | New York Jets           | V 10–6             | LP Field                       | 9–6                |
| 17                | at Indianapolis Colts   | V 16–10            | RCA Dome                       | 10–6               |

### Playoff
AFC Wild Card Playoff (domenica 6 gennaio 2008). Tennessee Titans at San Diego Chargers
|          | 1 | 2 | 3  | 4 | Totale |
| -------- | - | - | -- | - | ------ |
| Titans   | 3 | 3 | 0  | 0 | 6      |
| Chargers | 0 | 0 | 10 | 7 | 17     |

al Qualcomm Stadium, San Diego
- Ora: 4:15 PM EST
- Tempo atmosferico: 4 °C (pioggia leggera)
- Pubblico: 65,640
- Arbitro: Ed Hochuli
- Commentatori TV (CBS): Jim Nantz & Phil Simms

## Classifiche
| AFC South                | AFC South | AFC South | AFC South | AFC South | AFC South | AFC South | AFC South | AFC South | AFC South |
|                          | V         | S         | P         | %         | DIV       | CONF      | PF        | PS        | STR       |
| ------------------------ | --------- | --------- | --------- | --------- | --------- | --------- | --------- | --------- | --------- |
| (2) Indianapolis Colts   | 13        | 3         | 0         | .813      | 5–1       | 9–3       | 450       | 262       | S1        |
| (5) Jacksonville Jaguars | 11        | 5         | 0         | .688      | 2–4       | 8–4       | 411       | 304       | S1        |
| (6) Tennessee Titans     | 10        | 6         | 0         | .625      | 4–2       | 7–5       | 301       | 297       | V3        |
| Houston Texans           | 8         | 8         | 0         | .500      | 1–5       | 5–7       | 379       | 384       | V1        |